# Chiastopsylla
Chiastopsylla är ett släkte av loppor. Chiastopsylla ingår i familjen Chimaeropsyllidae.
Kladogram enligt Catalogue of Life:
| Chiastopsylla | \| \| Chiastopsylla aethiopica \| \| \| \| \| \| Chiastopsylla capensis \| \| \| \| \| \| Chiastopsylla carus \| \| \| \| \| \| Chiastopsylla coraxis \| \| \| \| \| \| Chiastopsylla gariepensis \| \| \| \| \| \| Chiastopsylla godfreyi \| \| \| \| \| \| Chiastopsylla monticola \| \| \| \| \| \| Chiastopsylla mulleri \| \| \| \| \| \| Chiastopsylla nama \| \| \| \| \| \| Chiastopsylla numae \| \| \| \| \| \| Chiastopsylla octavii \| \| \| \| \| \| Chiastopsylla petroma \| \| \| \| \| \| Chiastopsylla pitchfordi \| \| \| \| \| \| Chiastopsylla quadrisetis \| \| \| \| \| \| Chiastopsylla roseinnesi \| \| \| \| \| \| Chiastopsylla rossi \| \| \| \| \| \| Chiastopsylla tetratricha \| \| \| \| |
|               | \| \| Chiastopsylla aethiopica \| \| \| \| \| \| Chiastopsylla capensis \| \| \| \| \| \| Chiastopsylla carus \| \| \| \| \| \| Chiastopsylla coraxis \| \| \| \| \| \| Chiastopsylla gariepensis \| \| \| \| \| \| Chiastopsylla godfreyi \| \| \| \| \| \| Chiastopsylla monticola \| \| \| \| \| \| Chiastopsylla mulleri \| \| \| \| \| \| Chiastopsylla nama \| \| \| \| \| \| Chiastopsylla numae \| \| \| \| \| \| Chiastopsylla octavii \| \| \| \| \| \| Chiastopsylla petroma \| \| \| \| \| \| Chiastopsylla pitchfordi \| \| \| \| \| \| Chiastopsylla quadrisetis \| \| \| \| \| \| Chiastopsylla roseinnesi \| \| \| \| \| \| Chiastopsylla rossi \| \| \| \| \| \| Chiastopsylla tetratricha \| \| \| \| |
|               | Chimaeropsylla |
|               | |
|               | Cryptopsylla |
|               | |
|               | Demeillionia |
|               | |
|               | Epirimia |
|               | |
|               | Hypsophthalmus |
|               | |
|               | Macroscelidopsylla |
|               | |
|               | Praeopsylla |
|               | |
|               | Chiastopsylla aethiopica |
|               | |
|               | Chiastopsylla capensis |
|               | |
|               | Chiastopsylla carus |
|               | |
|               | Chiastopsylla coraxis |
|               | |
|               | Chiastopsylla gariepensis |
|               | |
|               | Chiastopsylla godfreyi |
|               | |
|               | Chiastopsylla monticola |
|               | |
|               | Chiastopsylla mulleri |
|               | |
|               | Chiastopsylla nama |
|               | |
|               | Chiastopsylla numae |
|               | |
|               | Chiastopsylla octavii |
|               | |
|               | Chiastopsylla petroma |
|               | |
|               | Chiastopsylla pitchfordi |
|               | |
|               | Chiastopsylla quadrisetis |
|               | |
|               | Chiastopsylla roseinnesi |
|               | |
|               | Chiastopsylla rossi |
|               | |
|               | Chiastopsylla tetratricha |
|               | |

|  | Chiastopsylla aethiopica  |
|  |                           |
|  | Chiastopsylla capensis    |
|  |                           |
|  | Chiastopsylla carus       |
|  |                           |
|  | Chiastopsylla coraxis     |
|  |                           |
|  | Chiastopsylla gariepensis |
|  |                           |
|  | Chiastopsylla godfreyi    |
|  |                           |
|  | Chiastopsylla monticola   |
|  |                           |
|  | Chiastopsylla mulleri     |
|  |                           |
|  | Chiastopsylla nama        |
|  |                           |
|  | Chiastopsylla numae       |
|  |                           |
|  | Chiastopsylla octavii     |
|  |                           |
|  | Chiastopsylla petroma     |
|  |                           |
|  | Chiastopsylla pitchfordi  |
|  |                           |
|  | Chiastopsylla quadrisetis |
|  |                           |
|  | Chiastopsylla roseinnesi  |
|  |                           |
|  | Chiastopsylla rossi       |
|  |                           |
|  | Chiastopsylla tetratricha |
|  |                           |